# Champion Film Company
La Champion Film Company fu una casa di produzione indipendente fondata nel 1909 da Mark M. Dintenfass. La piccola compagnia, nei suoi quattro anni di attività, mise in catalogo oltre duecento pellicole, specializzandosi all'inizio nel genere western e nella ricostruzione storica di episodi militari della guerra civile americana o della rivoluzione. In seguito, produsse numerosi film di impianto drammatico, alcuni documentari e alcuni filmati legati a personaggi famosi, come gli aviatori Blanche Scott e Robert G. Fowler.
Fu la prima società che costruì i suoi studi nella città di Fort Lee, nel New Jersey, un luogo che sarebbe diventato un polo di attrazione per l'industria cinematografica indipendente dell'epoca e che era stato usato per la prima volta come set di un film nel 1907 dalla Kalem Company. Dintenfass fece edificare i teatri di posa a Coytesville, una remota zona a nord di Fort Lee, costruendoli in modo da farli assomigliare il meno possibile a uno studio cinematografico. Cercava così di sfuggire agli investigatori di Thomas Alva Edison, sempre alla ricerca dei "pirati" che si sottraevano alle rigide condizioni poste dalla MPPC (Motion Picture Patents Company), l'organismo di monopolio del settore che imponeva, tra l'altro, di usare solo il materiale tecnico (cineprese, pellicola...) che doveva essere fornito esclusivamente dal trust.
Proprio per aggirare la MPPC, gli indipendenti - tra cui Dintenfass - distribuivano i loro film attraverso la Motion Picture Distributing and Sales Company di Carl Laemmle. Il quale, nel 1912, pensò di unire tutte le piccole società indipendenti in un'unica casa di produzione che comprendeva la sua Independent Moving Pictures Co. of America (IMP). Uno dei soci della nuova società fu Dintenfass e la Champion venne così assorbita dall'Universal Film Manufacturing Company, la futura Universal Pictures, avviata a diventare una delle major di Hollywood.
Nei film della Champion apparvero John G. Adolfi, Irving Cummings, Jeanie Macpherson.

## Filmografia
- Abernathy Kids to the Rescue, regia di Travers Vale (1910)
- A Romance of an Anvil (1910)
- Cow-boy and the Squaw (1910)
- The Spitfire (1910)
- The Hermit of the Rockies (1910)
- A Cowboy's Pledge (1910)
- The Sheriff and his Son (1910)
- Cowboy and the Easterner (1910)
- His Indian Bride (1910)
- A Wild Goose Chase (1910)
- The White Princess of the Tribe (1910)
- A Western Girl's Sacrifice (1910)
- The Cowboys to the Rescue (1910)
- How the Tenderfoot Made Good (1910)
- Stolen by Indians (1910)
- Doings at the Ranch (1910)
- Caught by Cowboys (1910)
- The Ranchman and the Miser (1910)
- The Way of the West (1910)
- Let Us Give Thanks (1910)
- The Indian Land Grab (1910)
- Hearts of the West (1910)
- The Sheriff and the Detective (1910)
- His Mother (1910)
- The Golden Gates (1910)
- Days of the Early West (1910)
- Bill's Widow (1911)
- The Will of a Western Maid (1911)
- Why He Went West (1911)
- Judged by Higher Power (1911)
- At Double Trouble Ranch (1911)
- Her Three Proposals (1911)
- The Old Man and Jim, regia di Ulysses Davis (1911)
- A Western Girl's Choice (1911)
- The Vindication of John (1911)
- The Girl and the Oath (1911)
- The Pay-Roll (1911)
- The Bachelor's Old Maid (1911)
- The Price He Paid (1911)
- Men of the West (1911)
- With Stonewall Jackson (1911)
- A Half-Breed's Courage (1911)
- Gen. Meade's Fighting Days (1911)
- She Wanted a Man with Brains (1911)
- Clark's Capture of Kaskaskia (1911)
- Out of the Dark, regia di Ulysses Davis (1911)
- Col. E.D. Baker, 1st California (1911)
- Making a Man of His Son (1911)
- Gen. Marion, the Swamp Fox (1911)
- Circle C's New Boss (1911)
- With Sheridan at Murfreesboro (1911)
- In the Great Big West (1911)
- The Peril of Diaz (1911)
- How He Redeemed Himself (1911)
- Service Under Johnston and Lee (1911)
- The Cost of Drink (1911)
- Longstreet at Seven Pines (1911)
- His Last Crooked Deal (1911)
- Molly Pitcher, regia di Ulysses Davis (1911)
- For Her Sin (1911)
- War and the Widow (1911)
- The Boy Scouts to the Rescue (1911)
- The Fighting Rev. Caldwell, regia di Ulysses Davis (1911)
- A Cowboy and a Lord (1911)
- From Wallace to Grant (1911)
- Tony Would Be a Cowboy (1911)
- A Southern Girl's Heroism (1911)
- A Daring Deed (1911)
- The Exchange (1911)
- At the Trail's End (1911)
- The Perils of a War Messenger (1911)
- The Dubuque Regatta (1911)
- Dewey (1911)
- Chief Fire Eye's Game (1911)
- The Three Calls (1911)
- How the Girls Got Even (1911)
- When North and South Met (1911)
- The Confessional (1911)
- A Daughter of Dixie (1911)
- How Tony Became a Hero (1911)
- Grant and Lincoln (1911)
- When the Law Came (1911)
- Charley's Buttle (1911)
- The Red Devils, regia di Sidney Drew (1911)
- Shenandoah (1911)
- The Stolen Horse (1911)
- The Black Horse Troop of Culver (1911)
- The Cook of the Ranch (1911)
- Barbara Frietchie (1911)
- As Things Used to Be (1911)
- The National Guard Encampment at Fort Riley (1911)
- What the Indians Did (1911)
- A Girl and a Spy (1911)
- Circumstantial Evidence (1911)
- The Copperhead, regia di Ulysses Davis (1911)
- Law or the Lady (1911)
- The Cowboys' Pies (1911)
- Folks of Old Virginia (1911)
- The Moonshiner's Trail (1911)
- The Redemption of a Coward (1911)
- The Passing of Sal (1911)
- National Guardsmen and Regulars at Fort Riley, Kansas (1911)
- When the Sheriff Got His Man (1911)
- The Mother Goose Series (1911)
- The Two Browns (1911)
- Field Day Sports at Ft. Riley, Kansas (1911)
- Yankee Doodle (1911)
- Our Navy (1911)
- The Indian Fortune Teller (1911)
- A Traitor on the Staff (1911)
- The Saving of Dan, regia di Ulysses Davis (1911)
- The Coward's Flute, regia di Ulysses Davis (1911)
- By Decree of Fate (1911)
- Bonnie of the Hills (1911)
- The Doctor's Close Call (1911)
- The Blood of the Poor, regia di Ulysses Davis (1912)
- The Kid of Roaring Camp (1912)
- An Aviator's Success (1912)
- Love That Never Fails, regia di Ulysses Davis (1912)
- Fathers and Sons (1912)
- A Tale of the Snow (1912)
- The Brute, regia di Ulysses Davis (1912)
- Her Brother's Partner (1912)
- Cardinal Farley's Home Coming (1912)
- How Jack Got Even with Bud (1912)
- The Aviator and the Autoist Race for a Bride (1912)
- A Divided Family, regia di Ulysses Davis (1912)
- Robert G. Fowler, Trans-Continental Aviator (1912)
- Mr. Piddle Rebels (1912)
- For Her Father's Sake, regia di Ulysses Davis (1912)
- The Merchant Mayor of Indianapolis, regia di Ulysses Davis (1912)
- A Wife's Discovery (1912)
- The Robbery at the Railroad Station (1912)
- A Higher Power (1912)
- Wrongly Accused, regia di Ulysses Davis (1912)
- The Manicurist (1912)
- Blind (1912)
- The Fatal Glass (1912)
- The Editor (1912)
- For Home and Honor (1912)
- Ireland and Israel (1912)
- A Night's Adventure (1912)
- Thou Shalt Not (?) (1912)
- Kid Canfield, regia di Ulysses Davis (1912)
- The Divorce Cure (1912)
- The Caricature of a Face (1912)
- The Blue Mountain Buffaloes (1912)
- Salvation Sue (1912)
- Baby's Adventures (1912)
- Bermuda (1912)
- A Gay Deceiver (1912)
- Brothers, regia di George Field (1912)
- Winona (1912)
- The Horse Thieves of Bar X Ranch (1912)
- An Italian Romance (1912)
- Realization of a Child's Dream (1912)
- Lucky Jim (1912)
- What Might Have Been (1912)
- The Duck Hunt (1912)
- The Cashier's Ordeal (1912)
- Mrs. Alden's Awakening, regia di Jay Hunt (1912)
- The Ranch Woman (1912)
- The Heroes of the Blue and Gray (1912)
- The Derelict (1912)
- A Squaw Man (1912)
- Camille, regia di Jay Hunt (1912)
- A Western Child's Heroism, regia di Sidney M. Goldin (con il nome Sidney Golden) (1912)
- Sisters (1912)
- Pat's Breeches (1912)
- Little Old New York (1912)
- The Gypsy Bride, regia di Lawrence B. McGill (1912)
- Foraging on the Enemy (1912)
- The Call of the West (1912)
- The Poisoners (1912)
- What a Woman Will Do (1912)
- For His Child (1912)
- The Bum and the Bomb (1912)
- Niagara Falls (1912)
- The Foundling (1912)
- The Maid of the Rocks (1912)
- The Trysting Tree (1912)
- The Dummy Director (1912)
- Rose of the Islands (1912)
- Her Whole Duty (1912)
- To Err Is Human (1912)
- The Girl in the Gingham Gown (1912)
- Thy Will Be Done (1912)
- Sue (1912)
- A Tramp's Strategy (1912)
- A Protégé of Uncle Sam (1912)
- Blue Ridge Folks (1912)
- The Gateway to America (1912)
- Billy Jones of New York (1912)
- The Honeymooners (1912)
- Right Shall Prevail (1912)
- The Chaperones (1912)
- The White Heron (1912)
- The City Boarder (1912)
- Art and Love (1913)
- Sins of the Father (1913)
- The Death Trail (1913)
- The Marked Card (1913)
- The Rich Mr. Rockamorgan (1913)
- A Daughter of Virginia (1913)
- Her Stepmother (1913)
- The Duke and the Actor (1913)
- The Bum's Halloween (1913)
- Fond Heart Saves the Day (1913)
- The Honeymoon Lodging (1913)
- A Trim and a Shave (1913)
- An Interrupted Suicide (1913)
- A Knotty Knot (1913)
- The Life-Savers of Chicamocomo (1913)
- Shanghaied (1913)
- Lena's Flirtation (1913)
- When Strong Men Meet (1913)
- Knotty, Knotty! (1913)
- The Clown Hero (1913)
- Life in Soudan (1913)
- The Shark God, regia di John Griffith Wray (1913)
- Hawaiian Love, regia di John Griffith Wray (1913)
- The Leper (1913)

## Galleria d'immagini

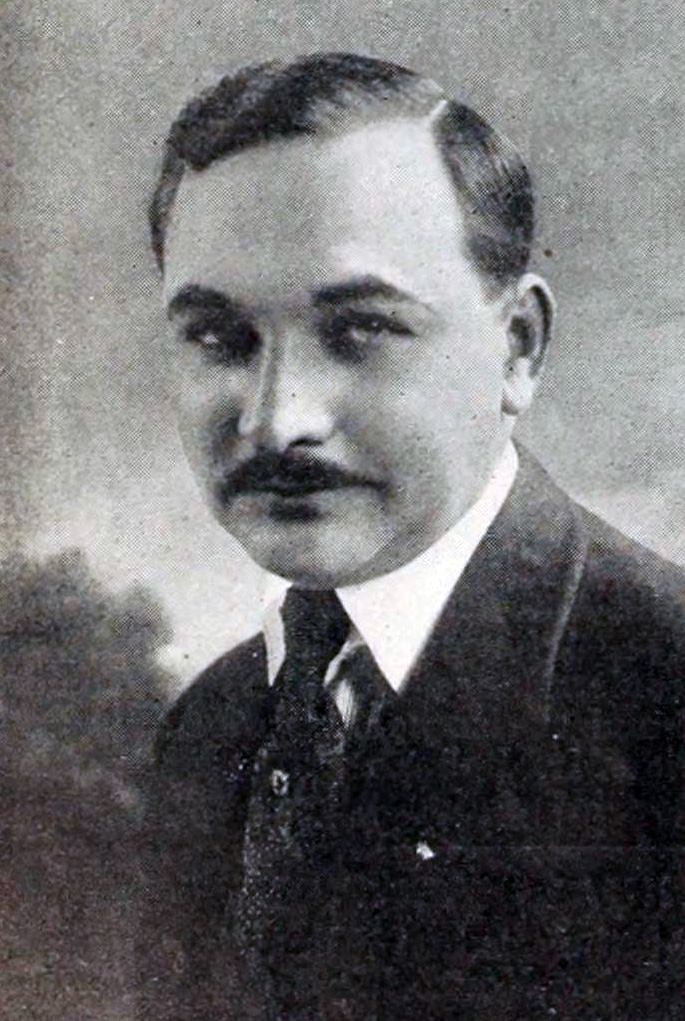
John G. Adolfi
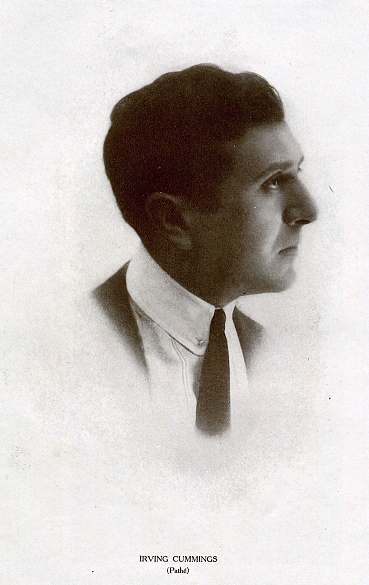
Irving Cummings
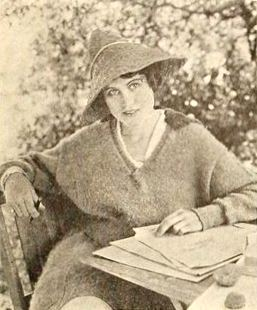
Jeanie MacPherson
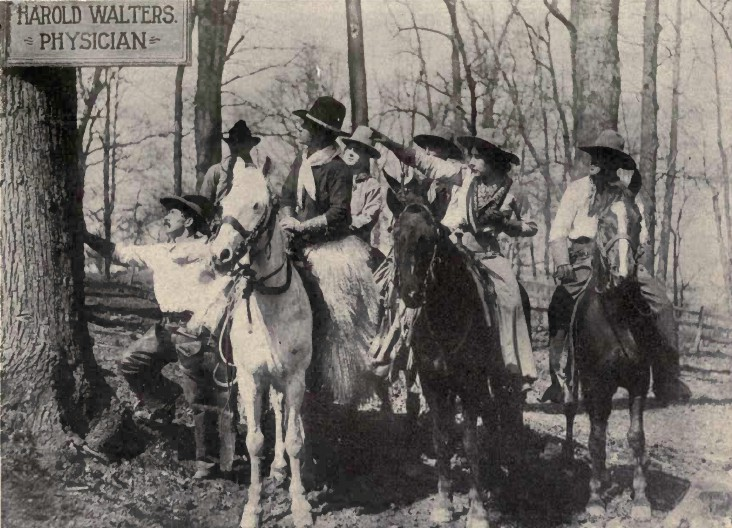
In the Great Big West (1911)
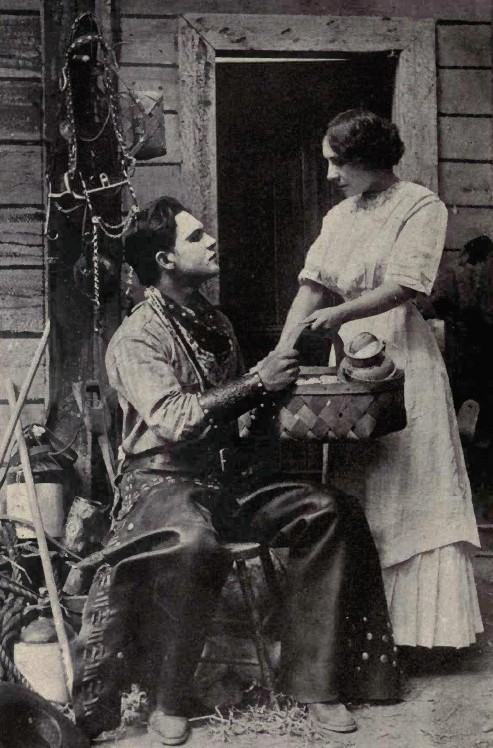
How He Redeemed Himself (1911)